# Cá cóc Việt Nam
Cá cóc Việt Nam (danh pháp khoa học: Tylototriton vietnamensis) là một loài sa giông. Đây là một loài động vật Đặc hữu của Việt Nam.

## Đặc điểm
Có thân thuôn dài, có 4 chân, chân trước có 4 ngón, chân sau 5 ngón, đuôi dẹt bên, thân dài trung bình 5 cm. Đầu sa giống dẹt, mõm ngắn, tay gần như vuông, da sần sùi, gờ sống lưng nổi rõ. Cá cóc Việt Nam phân bố trong nước tại những tỉnh Văn Bàn (Lào Cai), Nguyên Bình (Cao Bằng), Lục Nam (Bắc Giang), Quế Phong (Nghệ An).